# Triacanthoidei
Sous-ordre
Les Triacanthoidei sont un sous-ordre de poissons de l'ordre des Tetraodontiformes. La plupart de ces espèces sont marines et vivent à l'intérieur ou autour des récifs coralliens.

## Liste des familles
Selon ITIS (7 décembre 2024) :
- famille des Triacanthidae Bleeker, 1859

## Systématique
Le nom valide complet (avec auteur) de ce taxon est Triacanthoidei.
Le WoRMS ne reconnait pas ce sous-ordre et rattache la famille des Triacanthidae directement à l'ordre des Tetraodontiformes.